# Pont de Fusta
Le Pont de Fusta (en espagnol « pont de bois ») était un passage piétonnier de la ville de Valence qui traversait l'ancien lit de la rivière Turia jusqu'à la crue de 1957. Il était situé en parallèle entre deux des ponts les plus emblématiques de Valence. La ville : le pont de Serranos à l'ouest et le pont Trinidad à l'est. Actuellement, il a été remplacé par un pont pour véhicules.
Il relie au nord avec le quartier de Saïdia, plus précisément les quartiers de Morvedre et Trinitat, et au sud avec le quartier de Ciutat Vella, avec les quartiers d'El Carmen et de La Seu.Sur la rive gauche de l'ancien canal Il relie les rues Cronista Rivelles, Trinitat et Santa Amalia avec les rues Conde de Trénor et Muro de Santa Ana sur le côté droit.

## Histoire

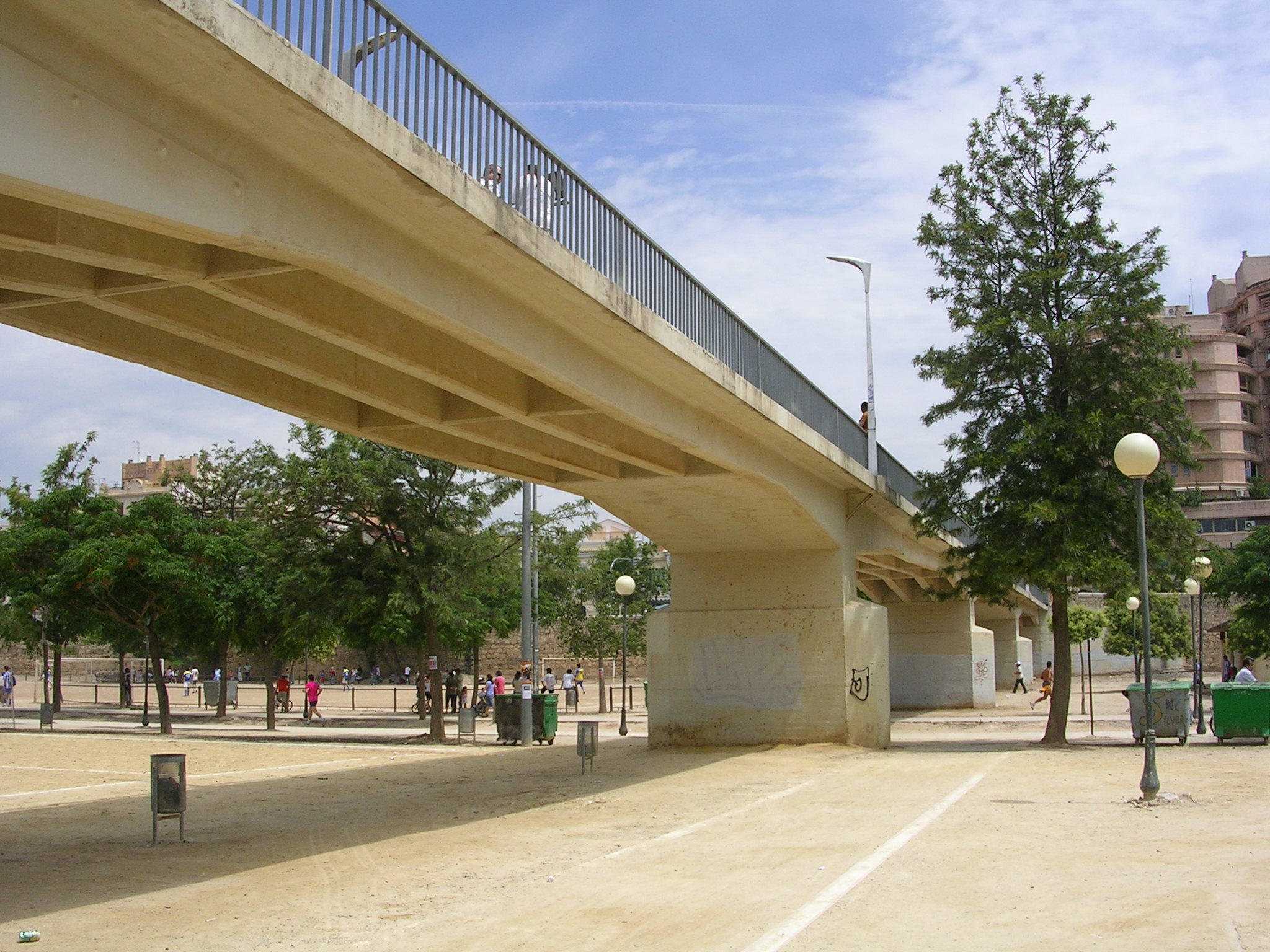
Le pont entre 1957 et 2010.

La passerelle originale était bâtie en bois dans le même emplacement qu'aujourd'hui, et c'est pour cela qu'il a pris le nom en valencien de pont de Fusta (‘pont de bois’). Le but de sa construction était de relier la Estacioneta del Trenet (Station Pont de Fusta), construite en 1892, et qui desservait les lignes de Cabañal, Rafelbuñol, Bétera et Liria avec le centre de la ville, plus précisément avec l'axe routier qui, par la rue Muro de Santa Ana, nous arrivons à la Plaza de la Virgen.
Le pont a été détruit à cause de la grande inondation de 1957 qui a dévasté Valence (et qui a conduit au détournement de la rivière Turia par le Plan Sur). La passerelle a été reconstruite avec une forme blanche, élancée et étroite, en béton et en fer, mais a conservé le même nom de Pont de Fusta.

## Actualités
Après plusieurs années au cours desquelles il a été affirmé que les ponts Serrano et Trinitat ne supporteraient plus la circulation routière et deviendraient des ponts pour piétons en raison de leur âge et de leur caractère historique, la Mairie de Valence a proposé comme alternative la construction d'un Nou Pont de Fusta. pour la circulation des véhicules et la passerelle historique pour les piétons.
Avec cette décision, la passerelle Nou Pont de Fusta construite entre 2010 et 2012 a été remplacée par deux parties distinctes : à l'est le pont asphalté à trois voies pour la circulation des véhicules (ouvert à la circulation le 19 février 2012) et à l'ouest un passerelle pour piétons décorée de motifs en bois qui continuera à remplir la même fonction que le traditionnel Pont de Fusta. Le pont a été construit par la société Incofusta.
Le sens de circulation nord-sud le long du nouveau pont remplace celui du pont Serranos du XVIe siècle, pouvant ainsi libérer la circulation et reconvertir le pont historique au service des piétons. En revanche, le pont de la Trinitat du début du XVe siècle restera destiné à la circulation routière dans le sens sud-nord mais passera de trois à deux voies, élargissant ainsi les marges pour les piétons.

## Éléments importants

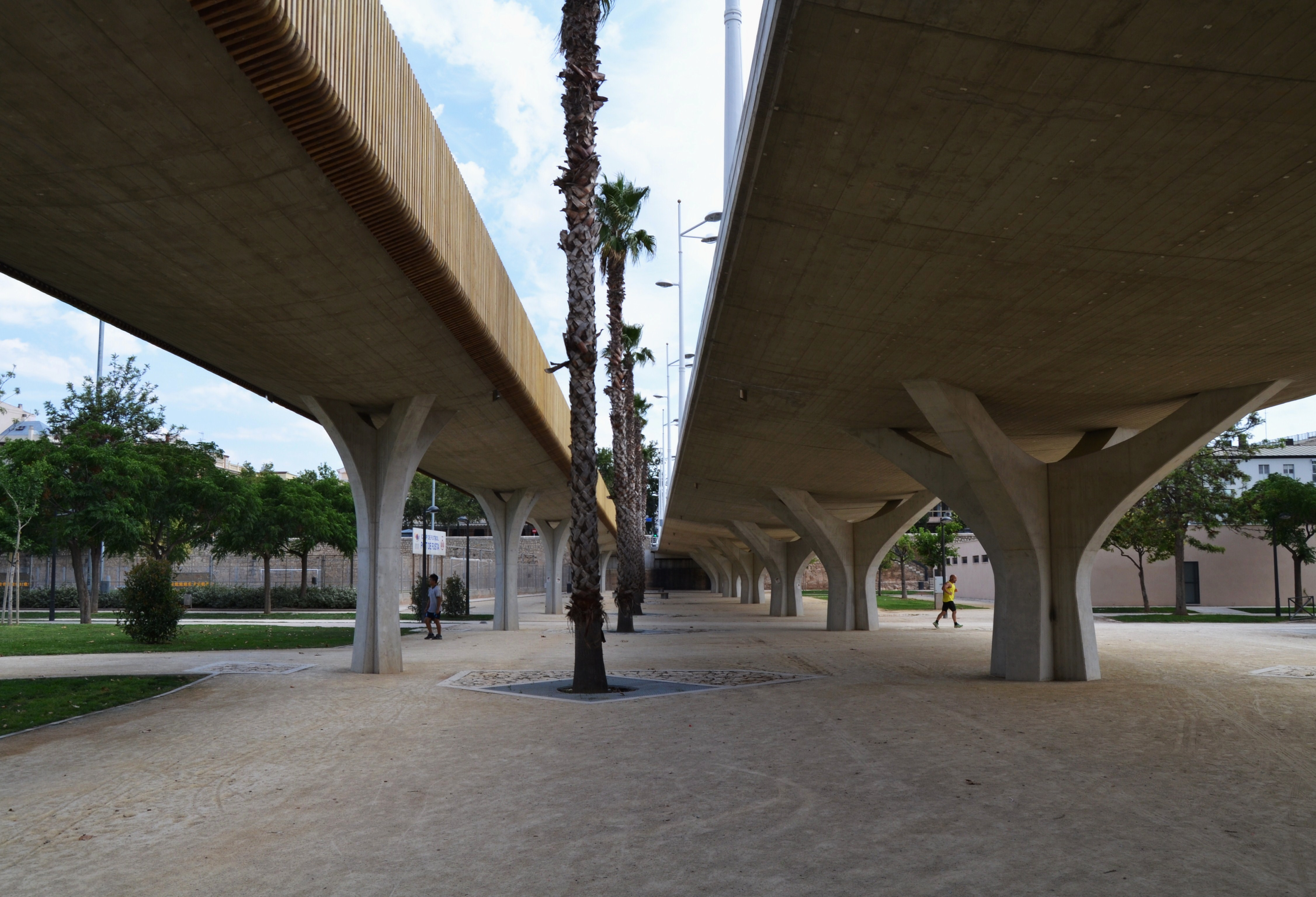
Le pont depuis 2012.

Il parcourt la distance entre deux points emblématiques de la ville. Au nord se trouve l'ancien bâtiment de la gare, datant de 1892, connu sous le nom de "Wooden Bridge Station", "L'Estacioneta" ou "Santa Monica Station" (en raison de sa proximité avec l'église de Santa Monica). Ce bâtiment sert actuellement de base à la police de la Generalitat Valenciana et est situé à quelques mètres au sud de l'actuelle station Pont de Fusta sur la ligne 4 du tramway MetroValencia. La partie sud du pont est située à quelques mètres des tours de Serranos, l'ancienne porte d'entrée de la ville à travers les murailles médiévales, et juste en face du pont se trouve la rue Muro de Santa Ana avec l'école de 1891 du Sacré-Cœur de Jésus des Carmélites et le magasin populaire "La Casa de los Dulces", anciennement connu sous le nom de "La Casa de los Caramelos". Sous le pont du Jardin Túria se trouvent deux terrains de football récemment réhabilités avec du gazon artificiel, appelés : Terrain de football de Serranos et Terrain de football de Pont de Fusta.

## Transport
Au nord du pont, la nouvelle station Pont de Fusta de la ligne 4 du tramway MetroValencia est très proche, tandis que les lignes de bus Valencia EMT qui desservent la partie nord du pont sont : 28, 29, 79, 94 et 95 ( Arrêt Cronista Rivelles-Santa Amalia), et également à quelques mètres à l'ouest se trouvent les lignes : 6, 16, 26 et 36 (arrêt Cronista Rivelles-Sta.Mònica).
Dans la partie sud du pont se trouvent les lignes de bus Valencia EMT : C1, 6, 11, 16, 26, 36, 80 et N10 (arrêt Conde de Trénor-Pont de Fusta), et à quelques mètres à l'ouest à côté de les tours Serrano sont les lignes : 11, 28, 94 et 95 (arrêt Torres del Serrano-Conde de Trénor).
À l'avenir, il est prévu que la ligne 10 du tramway MetroValencia passera sous le Jardin du Túria et reliera le nord de la ville au centre historique et le sud-est de la ville au quartier de Nazaret. À proximité du pont, il y aura une station de métro appelée "Museus" ou "Serrans" qui aura accès à la surface par la rue Almazora, remplaçant ainsi l'actuelle station Pont de Fusta.